# 10 iulie
ianuarie • februarie • martie  • aprilie  • mai  • iunie  • iulie  • august  • septembrie  • octombrie  • noiembrie  • decembrie
10 iulie este a 191-a zi a gregorian calendarului și a 192-a zi în anii bisecți. Mai sunt 174 de zile până la sfârșitul anului.

## Evenimente

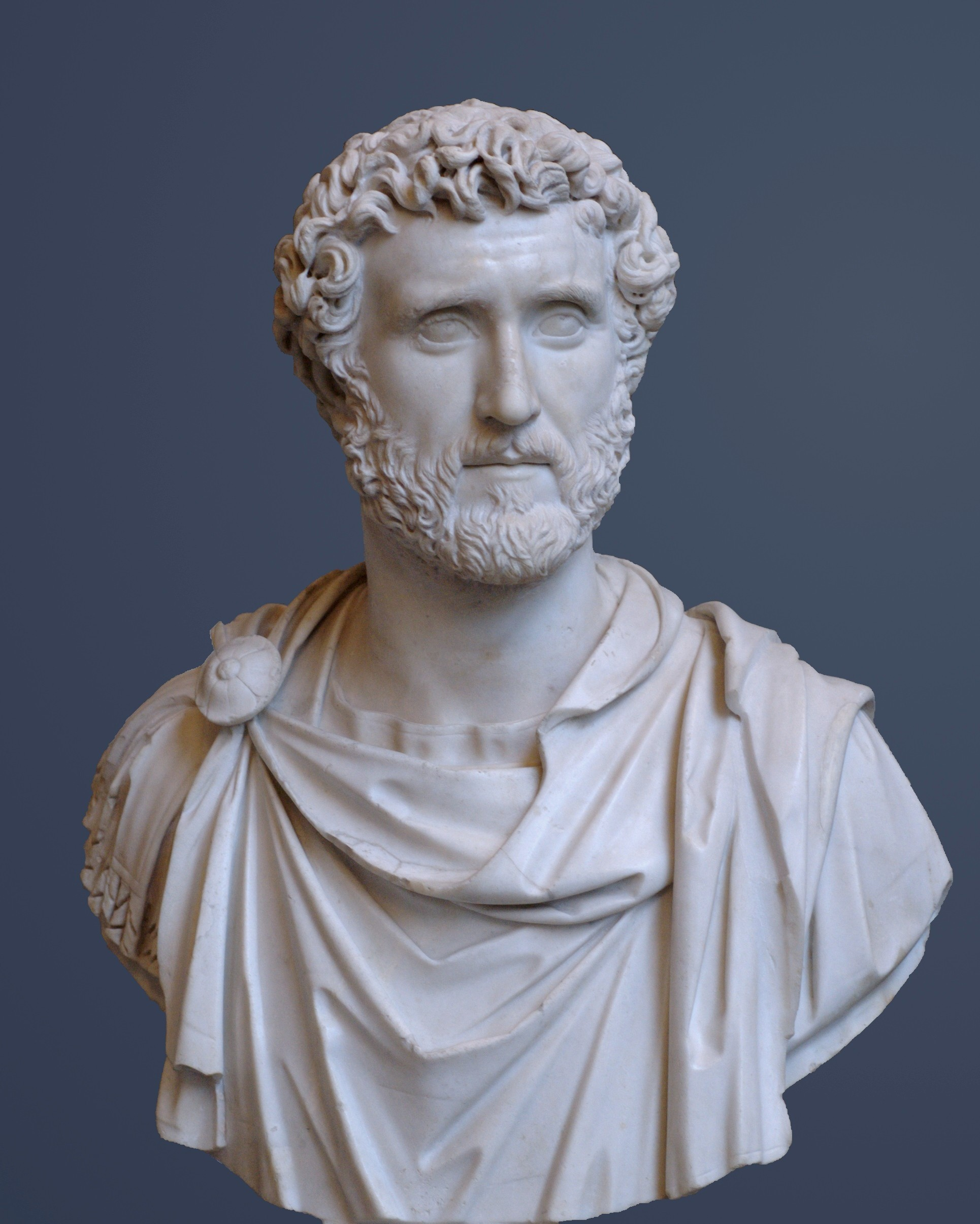
138: Antoninus Pius (foto) devine împărat roman după moartea lui Hadrian.

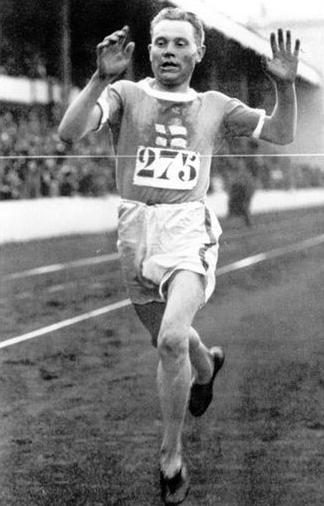
1924: La Jocurile Olimpice de la Paris, Paavo Nurmi numit „finlandezul zburător” a stabilit noi recorduri mondiale pentru cursele de 1.500 și 5.000 m cu doar o oră diferență între curse.

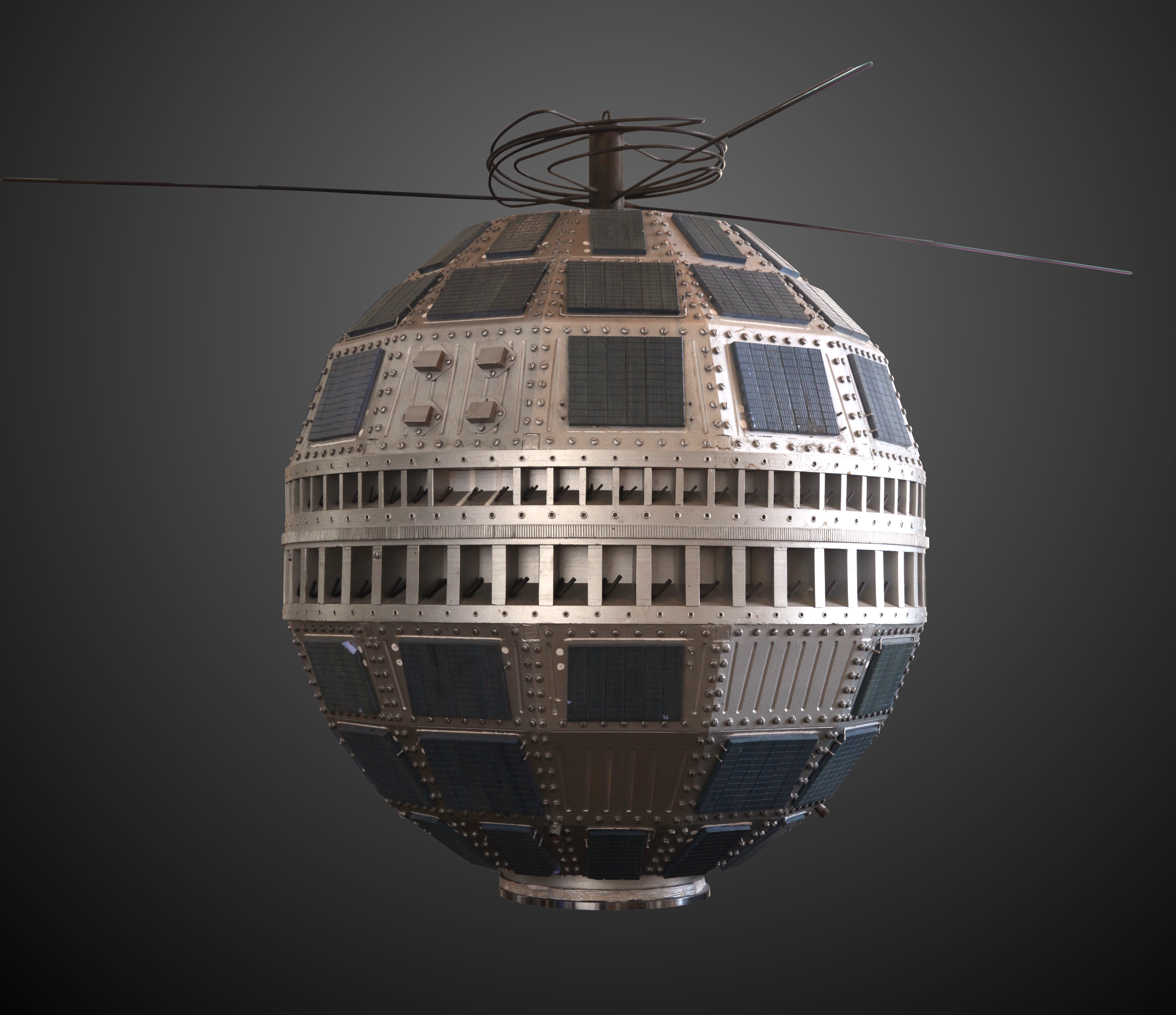
1962: Telstar, primul satelit de comunicații din lume.

- 48 î.Hr.: Bătălia de la Dyrrhachium: În Macedonia, Iulius Cezar abia evită o înfrângere catastrofală în fața lui Pompei.
- 0138: Împăratul Hadrian moare de insuficiență cardiacă la reședința sa din golful Napoli, Baiae; este înmormântat la Roma, în Mormântul lui Hadrian, alături de răposata sa soție, Vibia Sabina. Este succedat de Antoninus Pius.
- 1086: Regele Knut al IV-lea al Danemarcei este ucis de țărani rebeli.
- 1212: Cel mai grav dintre incendiile timpurii ale Londrei distruge mare parte din oraș.
- 1460: Richard Neville, al 16-lea Conte de Warwick învinge forțele lancasteriene ale regelui și-l ia prizonier pe regele Henric al VI-lea în Bătălia de la Northampton.
- 1553: Lady Jane Grey urcă pe tronul Angliei. După doar nouă zile tronul este preluat de regina Maria I a Angliei, care își va decapita rivala șase luni mai târziu.
- 1645: În cadrul primului război civil din Anglia dintre parlamentariști și regaliști are loc Bătălia de la Langport terminată cu victoria decisivă a trupelor parlamentare care preiau controlul principalei zone de aprovizionare a trupelor regaliste.
- 1778: În cadrul Războiului de Independență al Statelor Unite, regele Ludovic al XVI-lea al Franței declară război Regatului Marii Britanii.
- 1850: Millard Fillmore devine cel de-al 13-lea președinte al Statelor Unite.
- 1890: Wyoming a fost admis ca cel de-al 44-lea stat al Statelor Unite.
- 1908: Fizicianul olandez Heike Kamerlingh Onnes a fost primul care a reușit să lichefieze heliul  prin răcirea gazului la o temperatură mai mică decât un kelvin.
- 1924: La Jocurile Olimpice de la Paris, Paavo Nurmi numit „finlandezul zburător” a stabilit noi recorduri mondiale pentru cursele de 1.500 și 5.000 m cu doar o oră diferență între curse.[1]
- 1925: A fost înființată agenția rusă de presă TASS  (din 22 ianuarie 1992, ITARTASS).
- 1938: Pilotul american Howard Hughes ocolește Pământul cu un Lockheed 14 împreună cu tovarășii săi în 91 de ore, stabilind un record de circumnavigare a lumii.
- 1943: Armatele anglo–americane debarcă în insula Sicilia, deschizând un nou front în cel de–Al Doilea Război Mondial (Operațiunea Husky)
- 1955: Uniunea Sovietică - Primul zbor al avionului TU–104, pionier al aviației civile cu reacție.
- 1962: A fost lansat, de la Cape Canaveral, Telstar, primul satelit de telecomunicații, făcând posibilă transmiterea de programe de televiziune peste Oceanul Atlantic.
- 1970: A fost creată Banca Internațională de Investiții.
- 1973: La Roma, John Paul Getty III, în vârstă de 16 ani, este răpit de membrii ai organizației 'Ndrangheta.[2] Făptașii cer o răscumpărare de 17 milioane de dolari. Bunicul său, miliardarul J. Paul Getty, refuză să plătească, dar, după ce familia a primit urechea lui tăiată împachetată într-un ziar, a negociat o plată de 3,2 milioane de dolari (echivalentul a 19,5 milioane de dolari în 2021[3]), iar Getty a fost eliberat la cinci luni după ce a fost răpit.
- 1985: A fost reintrodusă în Statele Unite ale Americii vechea formulă clasică a „Coca-Cola", în urma controverselor legate de schimbarea numelui din „Coca-Cola" în „New Coke".
- 1985: Nava Greenpeace Rainbow Warrior este bombardată și scufundată în Auckland, Noua Zeelandă de către agenții francezi DGSE, omorându-l pe Fernando Pereira.
- 1991: Boris Elțân a devenit primul președinte rus ales de un electorat.[4]
- 1992: La Miami, Florida, fostul lider panamez Manuel Noriega este condamnat la 40 de ani de închisoare pentru trafic de droguri în Statele Unite.
- 1993: Este fondat Partidul Democrației Sociale din România, condus de Oliviu Gherman.
- 1994: România pierde în fața Suediei, calificarea în semifinale Campionatului Mondial de Fotbal din SUA, unde putea întâlni  echipa Braziliei.
- 1997: Președinții Statelor Unite și Franței, Bill Clinton și Jacques Chirac, au devenit cetățeni de onoare ai Bucureștiului, printr-o hotărâre a Consiliului General al Municipiului București.
- 2000: 30 milioane de oameni, din peste 2.000 orașe, au participat la un „Marș al lui Isus" pentru celebrarea celor 2.000 ani de creștinism.
- 2000: Israel: Președintele Ezer Weizman își dă demisia, cu trei ani înainte de încheierea celui de–al doilea mandat în fruntea statului.
- 2000: Bashar al-Assad este ales președinte al Siriei după moartea tatălui său Hafiz al-Assad.[5]
- 2006: În Mongolia, la aniversarea a 800 de ani de la înființarea statului se inaugurează o statuie uriașă de 40 de metri înălțime a lui Genghis Khan.
- 2015: România: Pentru prima dată în ultimii 25 de ani, rata anuală a inflației a ajuns în teritoriu negativ (-1,6%), pe fondul reducerii TVA la alimente și băuturi la 9%.
- 2016: Echipa națională de fotbal a Portugaliei câștigă finala Campionatul European de Fotbal 2016 cu scorul de 1-0 în fața echipei naționale de fotbal a Franței

## Nașteri
- 1509: Jean Calvin, reformator religios francez (d. 1564)
- 1682: Roger Cotes, matematician englez (d. 1716)
- 1736: Maria, Ducesă de Gloucester și Edinburgh (d. 1807)
- 1747: Prințesa Wilhelmina Caroline a Danemarcei și Norvegiei (d. 1820)
- 1766: Jean-Baptiste Édouard Milhaud, general francez (d. 1833)
- 1786: Jean Baptiste Desmazières, botanist și micolog francez (d. 1862)

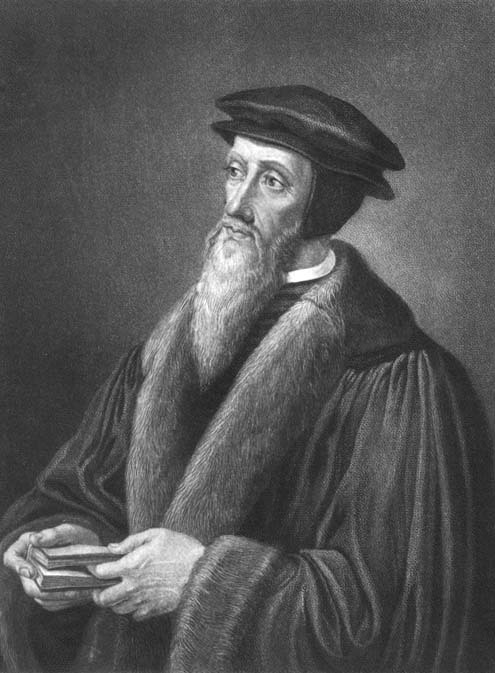
Jean Calvin, reformator religios francez
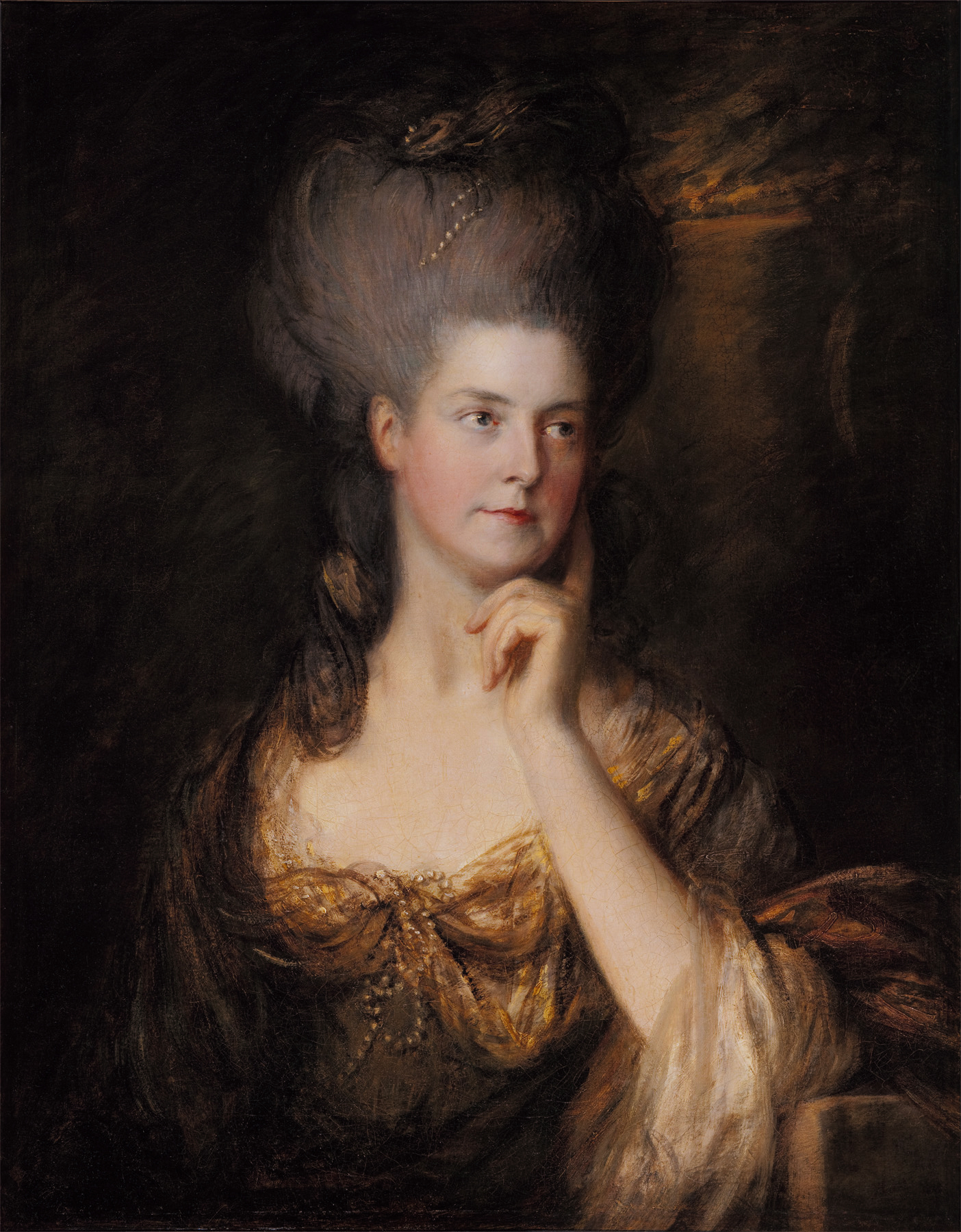
Maria, Ducesă de Gloucester și Edinburgh
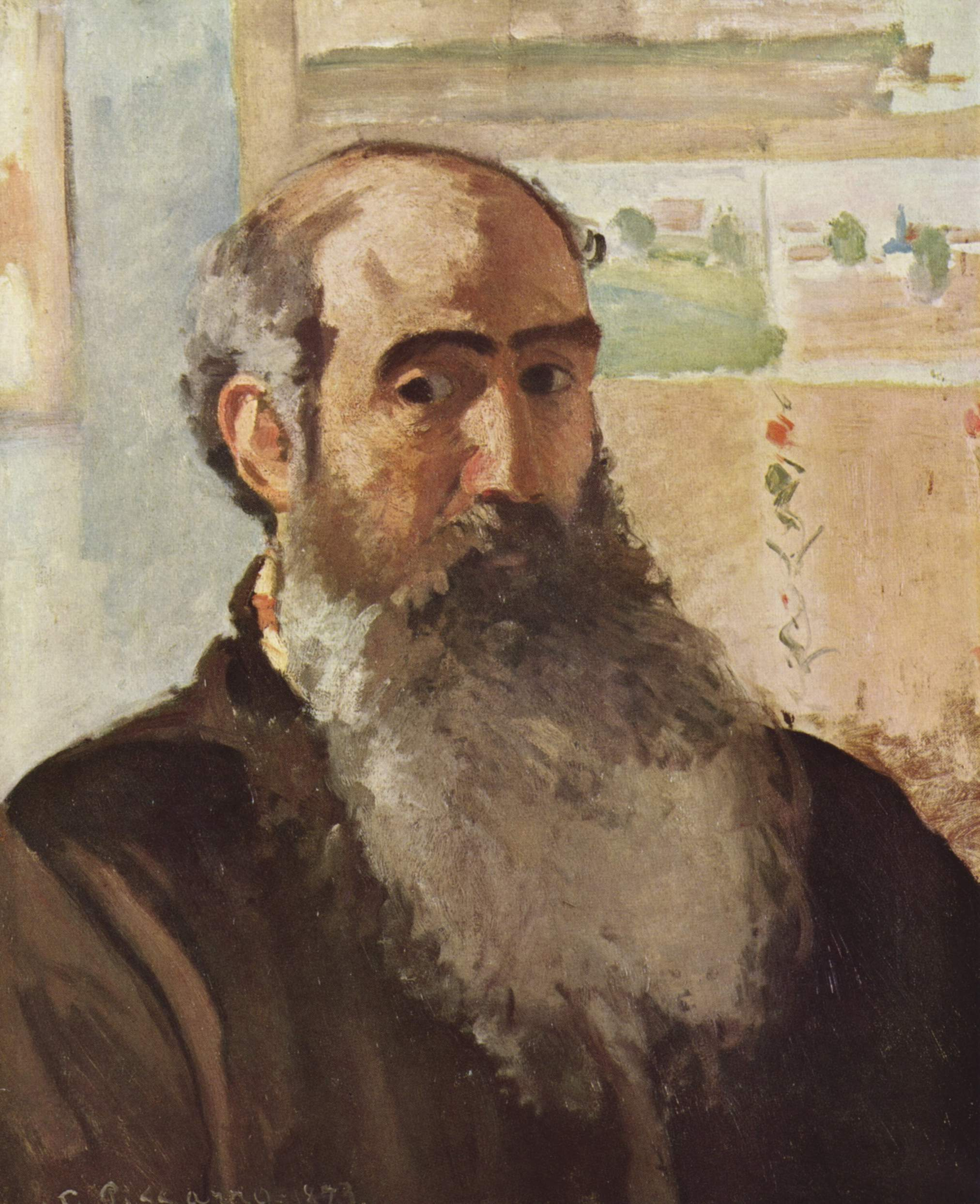
Camille Pissarro, pictor francez

- 1830: Camille Pissarro, pictor francez impresionist (d. 1903)
- 1835: Henryk Wieniawski, compozitor și virtuos violonist polonez (d. 1880)
- 1851: Friedrich von Wieser, economist austriac (d. 1926)
- 1856: Nikola Tesla, fizician și inventator american de origine sârbă (d. 1943)
- 1861: Albert Dagnaux, pictor francez (d. 1933)
- 1863: Tudor de Flondor, compozitor, politician, jurist și economist român din Imperiul Austro-Ungar (d. 1908)
- 1867: Prințul Maximilian de Baden, politician german, cancelar al Germaniei (d. 1929)
- 1869: Prințul Johann Georg al Saxoniei (d. 1938)
- 1871: Marcel Proust, scriitor și critic francez (d. 1922)
- 1872: Aristide Demetriade, actor și regizor român (d. 1930)
- 1888: Giorgio de Chirico, pictor și grafician italian (d. 1978)
- 1895: Alexandru Bogza, muzician și filosof român (d. 1973)
- 1895: Carl Orff, compozitor și dirijor german  (d. 1982)
- 1902: Nicolás Guillén, poet cubanez (d. 1989)
- 1902: Kurt Alder, chimist german, laureat Nobel (d. 1958)
- 1903: John Wyndham, scriitor britanic  (d. 1969)
- 1918: James Aldridge, scriitor australian (d. 2015)

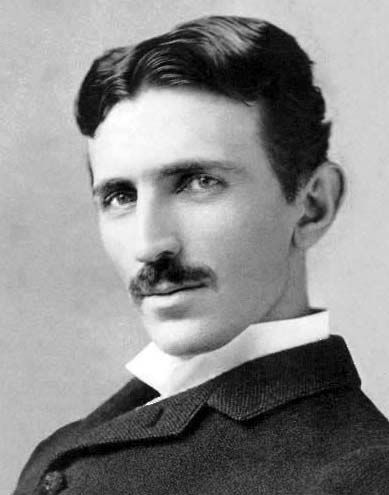
Nikola Tesla, fizician și inventator american de origine sârbă
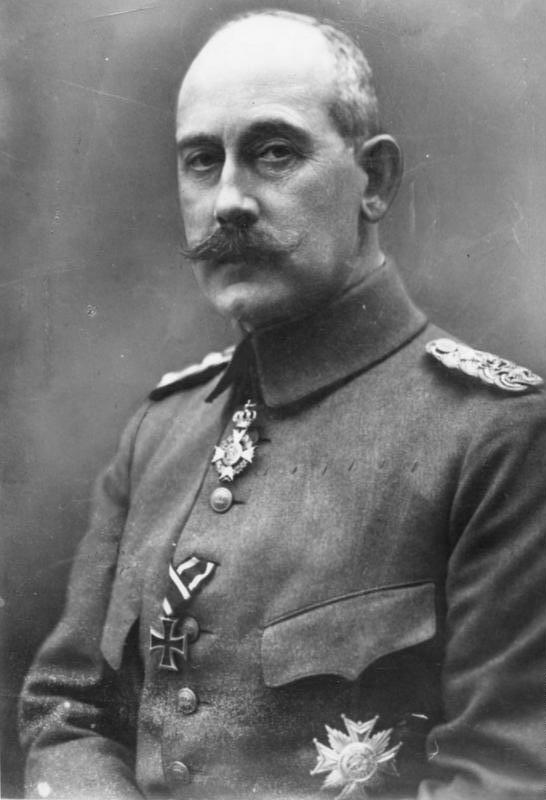
Prințul Maximilian de Baden, cancelar al Germaniei
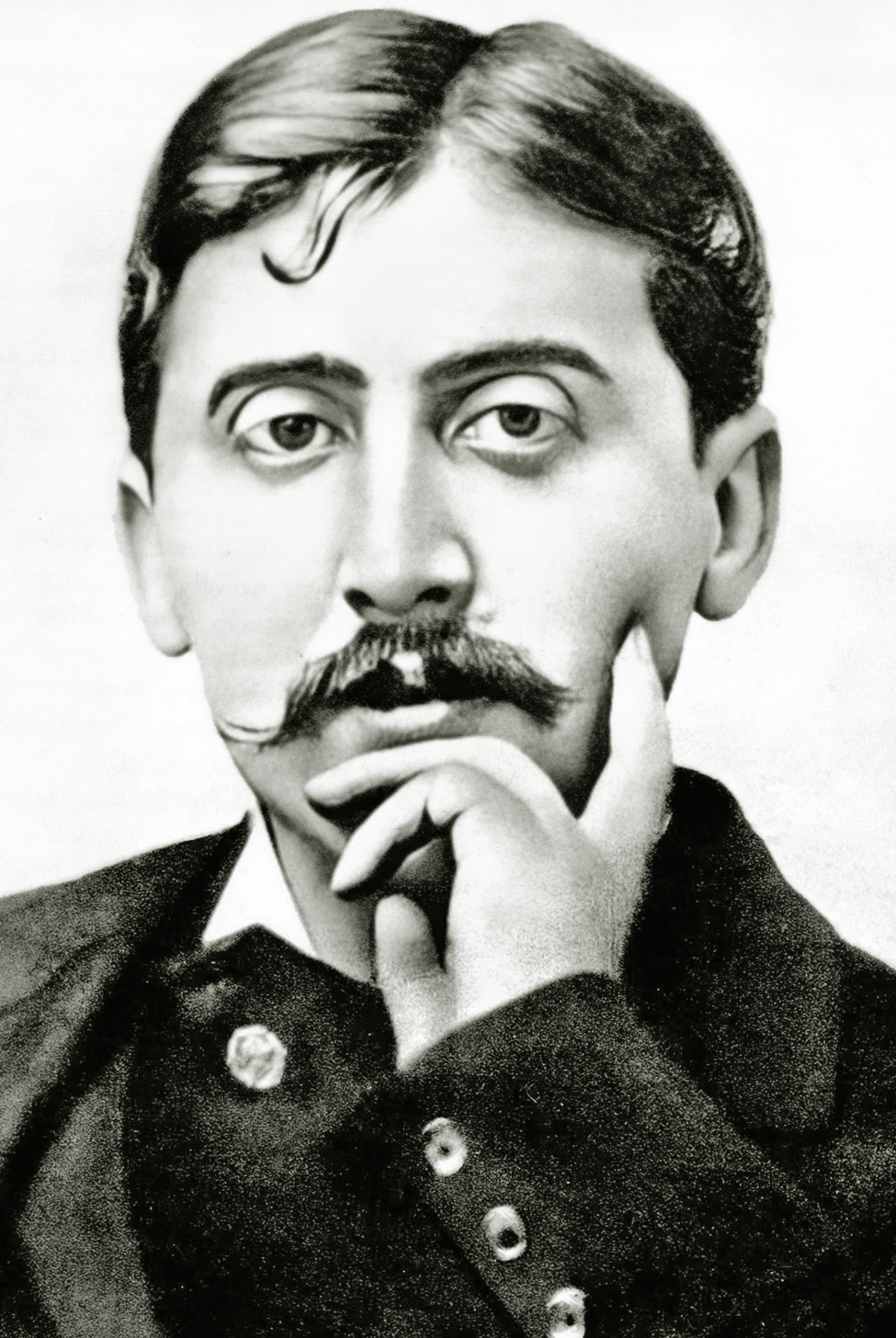
Marcel Proust, scriitor francez

- 1919: Pierre Gamarra, scriitor francez (n. 2009)
- 1920: Teodor Oroveanu, inginer român, membru al Academiei Române (d. 2005)
- 1920: Owen Chamberlain, fizician american, laureat Nobel (d. 2006)
- 1925: Mahathir Mohamad, prim-ministru al Malaysiei
- 1926: Tony Settember, pilot american (d. 2014)
- 1928: Bernard Buffet, pictor francez (d. 1999)
- 1928: Alejandro de Tomaso, pilot argentinian (d. 2003)
- 1931: Alice Munro, scriitoare canadiană, laureată Nobel
- 1933: Carmen Dobrescu, regizoare română (d. 2022)
- 1937: Kurt Bartsch, poet german și prozator (d. 2010)
- 1941: Alain Krivine, om politic francez (d. 2022)
- 1942: Ronnie James Dio, cântăreț american și textier (d. 2010)
- 1945: Andrei Voiculescu, jurnalist român
- 1946: Sue Lyon, actriță americană (d. 2019)
- 1951: Vasile Șeicaru, autor și interpret român de muzică folk
- 1954: Neil Tennant, muzician britanic

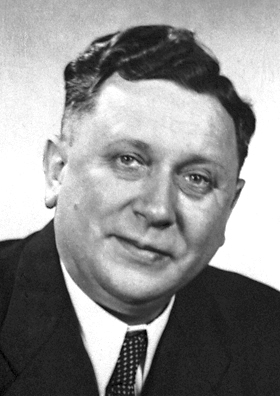
Kurt Alder, chimist german, laureat Nobel
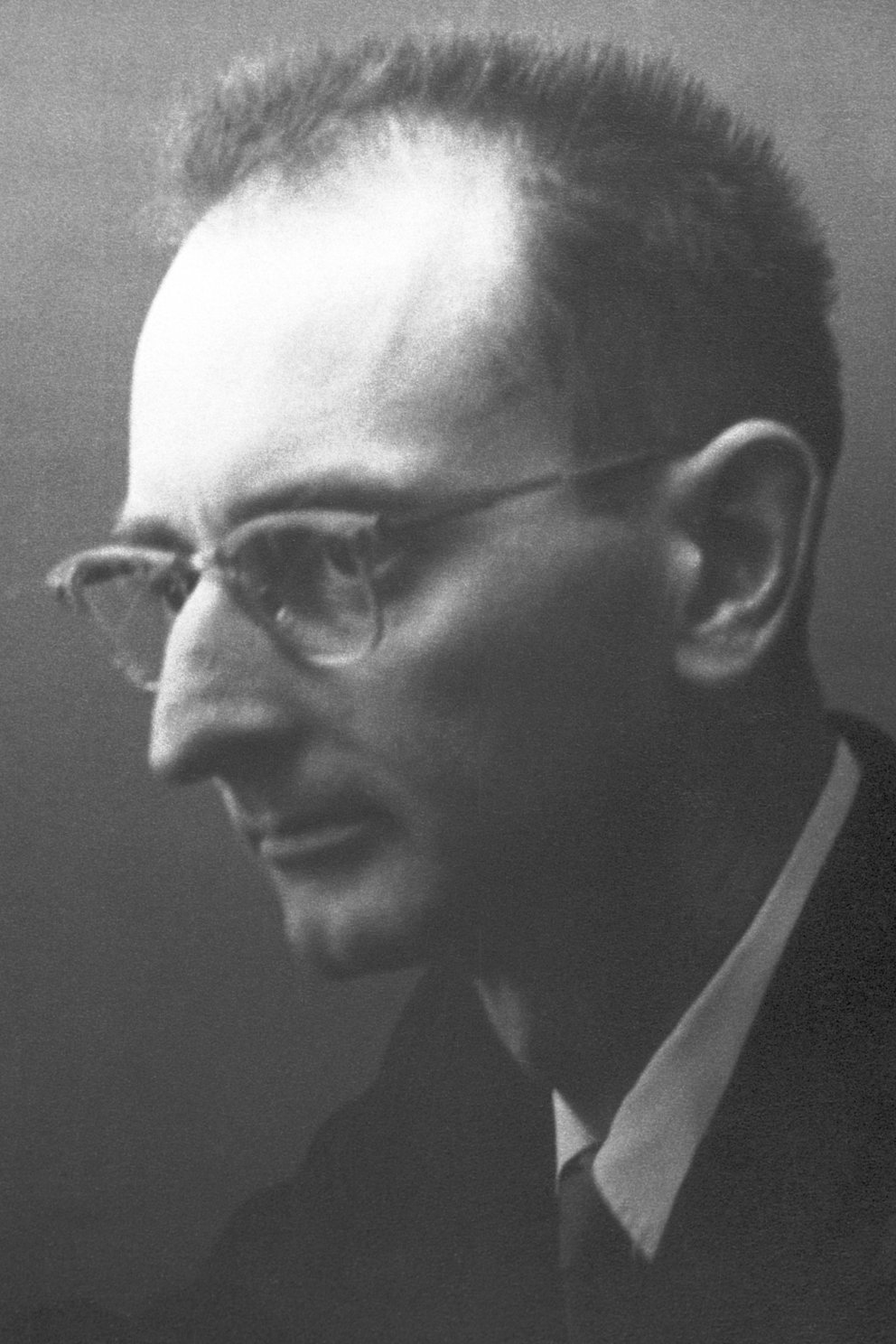
Owen Chamberlain, fizician american, laureat Nobel
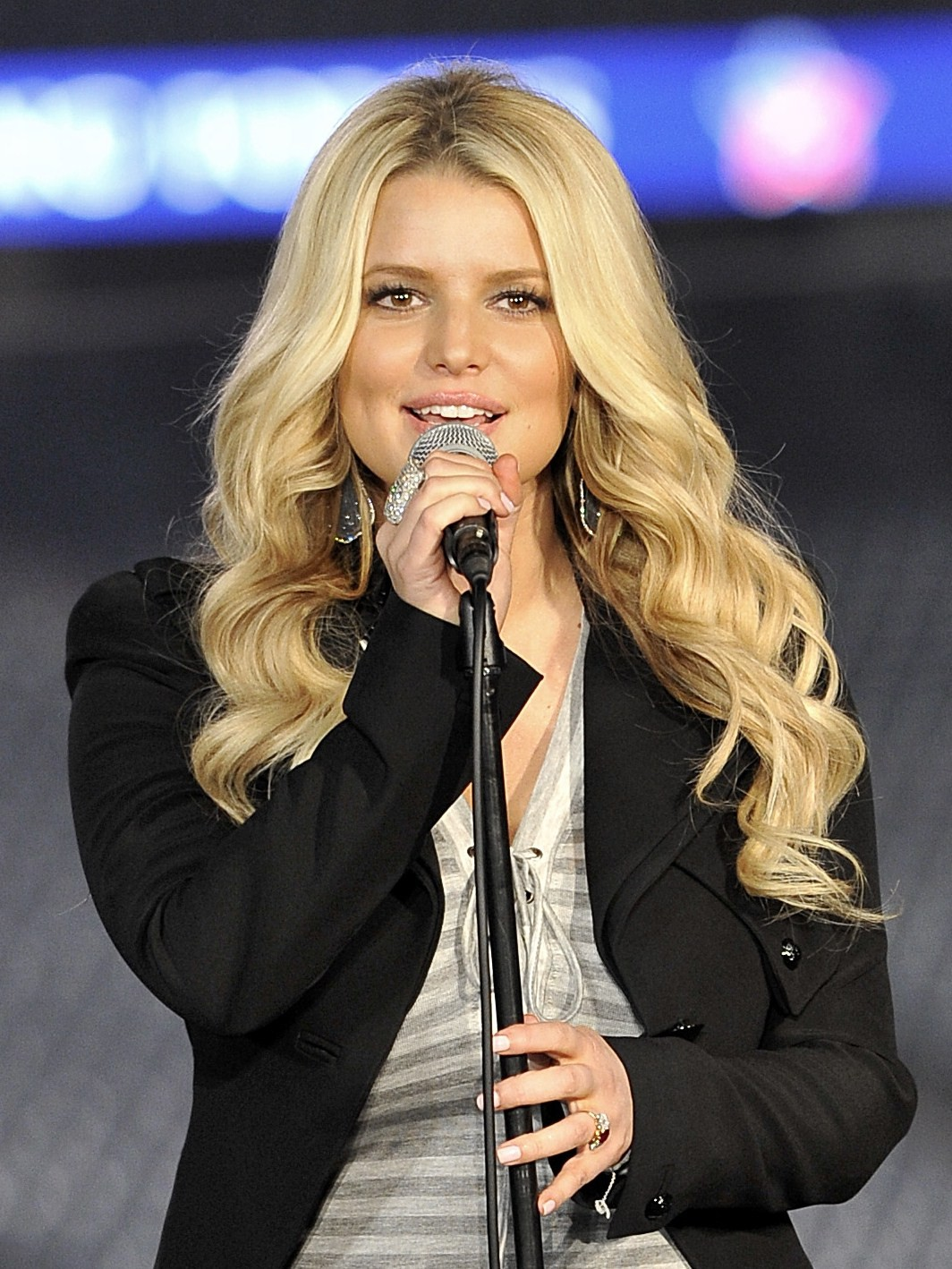
Jessica Simpson, cântăreață americană

- 1972: Sofía Vergara, actriță columbiană
- 1975: Stefán Karl Stefánsson, actor și cântăreț islandez (d. 2018)
- 1975: Dan Barna, politician român
- 1976: Ludovic Giuly, fotbalist francez
- 1977: Chiwetel Ejiofor, actor britanic
- 1980: Jessica Simpson, cântăreață americană și actriță
- 1984: María Julia Mantilla, model peruvian, Miss World 2004
- 1984: Mark González, fotbalist chilian
- 1985: Mario Gómez, fotbalist german
- 1988: Pavlo Lee, actor și prezentator TV ucrainean (d. 2022)
- 1993: Mădălina Bellariu Ion, actriță română

## Decese
- 0138: Hadrian, împărat roman (n. 76)
- 0983: Papa Benedict al VII-lea
- 1086: Knut al IV-lea al Danemarcei (n. 1042)
- 1096: El Cid, erou național spaniol (n. 1043)
- 1103: Eric I al Danemarcei (n. 1060)
- 1480: René de Anjou, al doilea fiu al lui Louis al II-lea de Anjou, rege al Siciliei (n. 1409)
- 1559: Henric al II-lea al Franței (n. 1519)

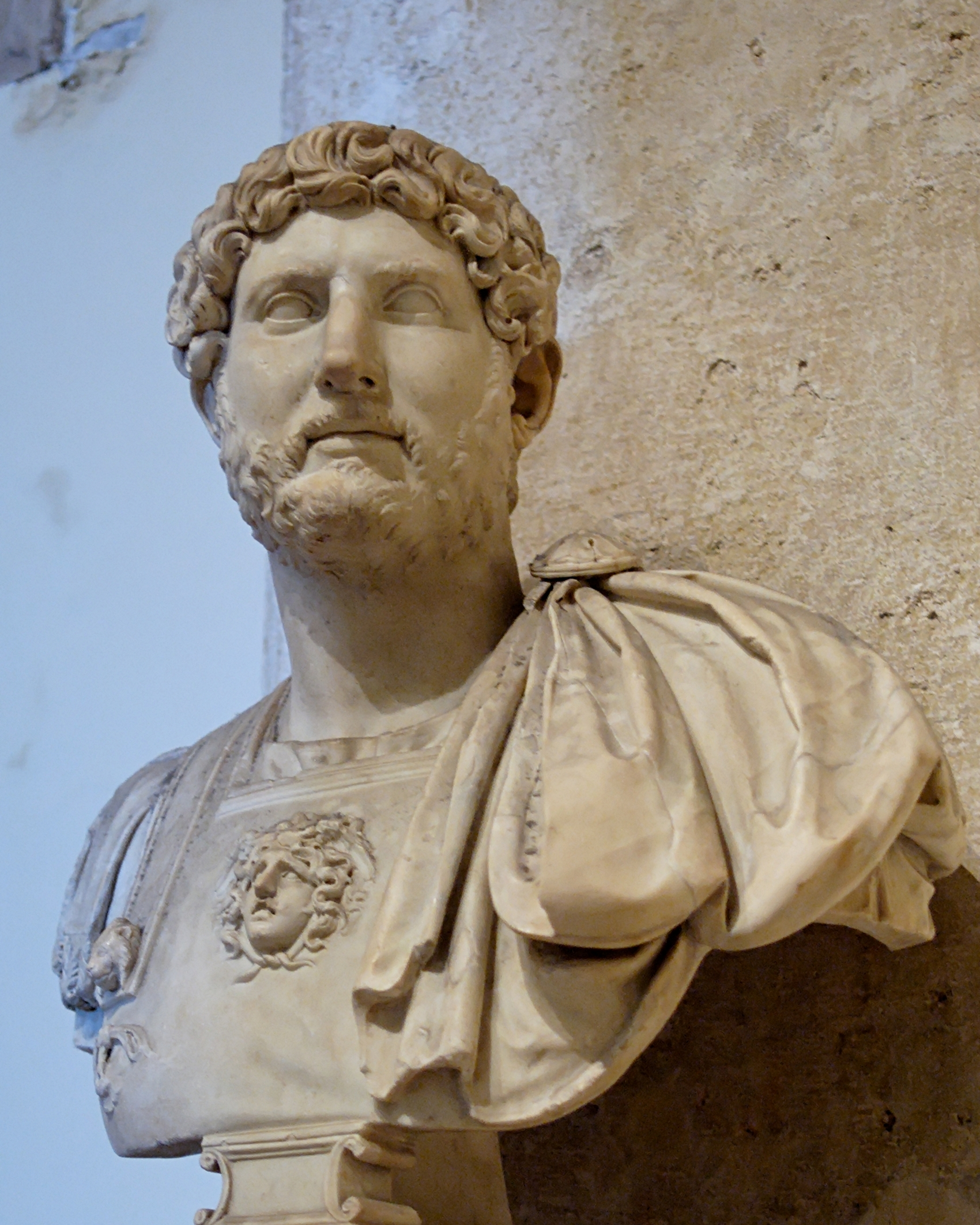
Împăratul roman Hadrian
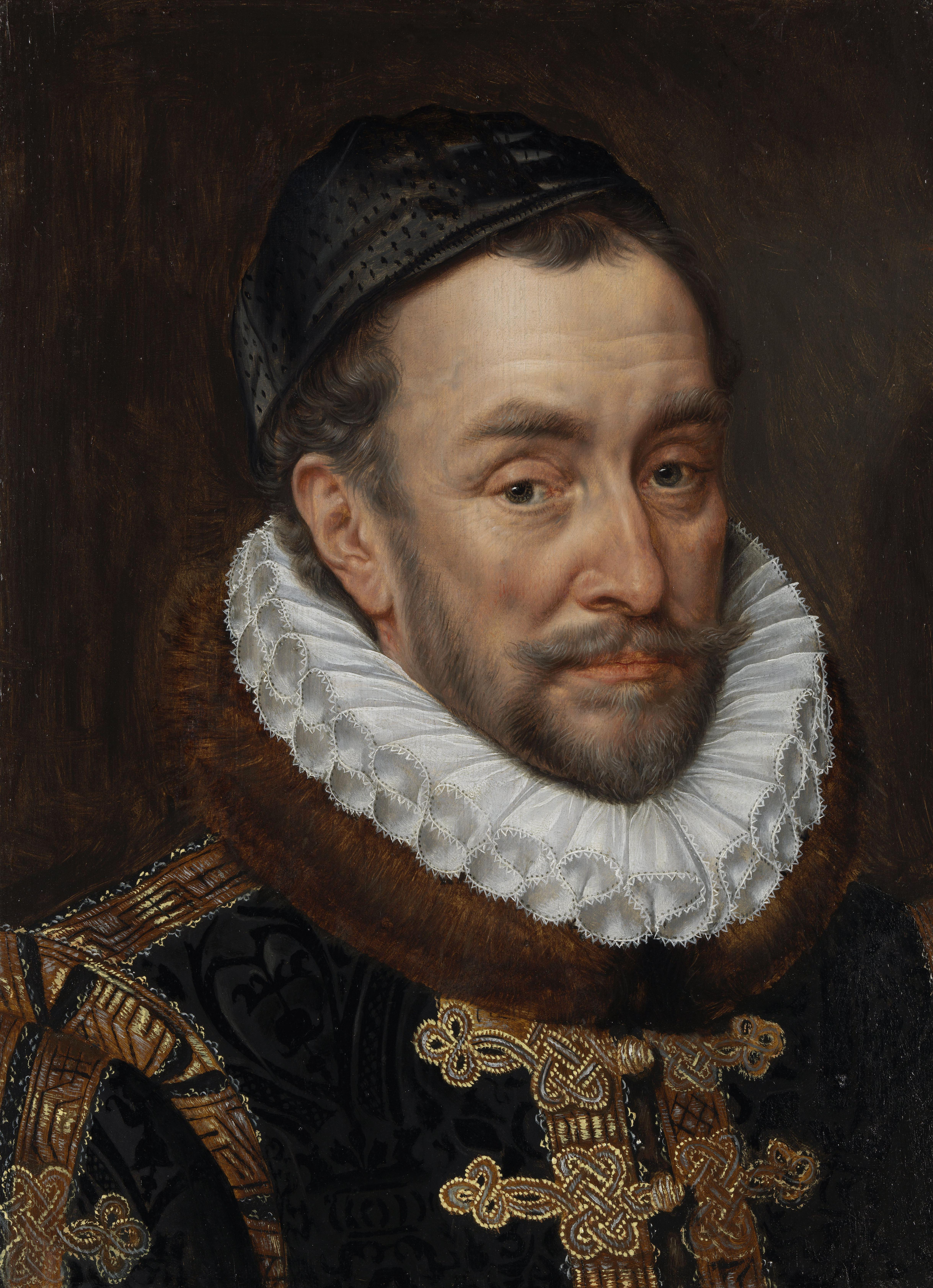
Wilhelm de Orania „Taciturnul“, prinț olandez
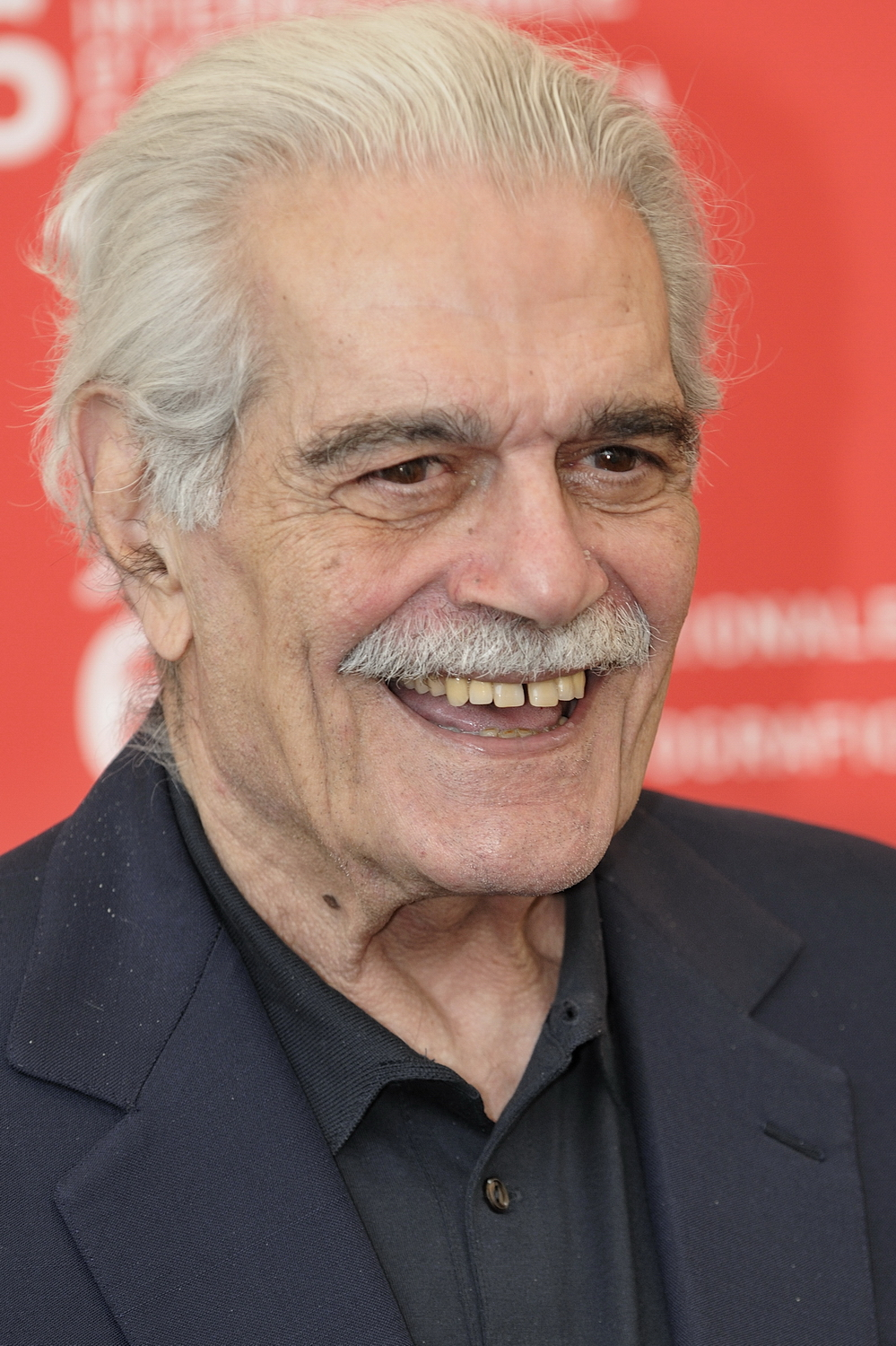
Omar Sharif, actor egiptean

- 1584: Wilhelm de Orania „Taciturnul“, prinț olandez (n. 1533)
- 1590: Carol al II-lea, Arhiduce de Austria (n. 1540)
- 1631: Constance de Austria, regină consort a Poloniei (n. 1588)
- 1767: Johann Frederic, Prinț de Schwarzburg-Rudolstadt (n. 1721)
- 1851: Louis Daguerre, pictor francez și pionier al fotografiei (n. 1787)
- 1884: Karl Richard Lepsius, lingvist prusac (n. 1810)
- 1902: Friederike de Schleswig-Holstein-Sonderburg-Glücksburg (n. 1811)
- 1927: Louise Abbéma, artistă franceză (n. 1853)
- 1944: Lucien Pissaro. pictor francez (n. 1863)
- 1972: Leon Rozpendowski, pictor polonez (n. 1897)
- 1998: Grigore Bradea, sculptor român (n. 1947)
- 2005: A. J. Quinnell, scriitor britanic (n. 1940)
- 2007: Răzvan Givulescu, geolog și paleobotanist român, membru de onoare al Academiei Române (n. 1920)
- 2015: Omar Sharif, actor egiptean (n. 1932)
- 2017: Augustin Buzura, scriitor român (n. 1938)

## Sărbători
- Sărbători religioase
  - Sf. 45 Mucenici din Nicopolea Armeniei (calendar ortodox)
  - Sf. Mucenici: Apolonie, Vianor si Siluan (calendar ortodox)
  - Wilhelm de Orania (calendar evangelic)
  - Sf. Knut al IV-lea (calendar catolic)
- Zile onomastice
  - Alexander, Erich, Oliver
- Sărbători naționale
  - Insulele Bahamas: Independența de stat (față de Marea Britanie) (1973)